# Vižmarje
Vižmarje so del Ljubljane, ki ležijo na njenem severozahodnem delu med Šentvidom in Tacnom v Četrtni skupnosti Šentvid.
Del Vižmarij, ki leži pod klancem, je poimenovan tudi Velike Vižmarje. Vižmarje so izvorno na severu segale do reke Save, kasneje pa se je za del naselja med daljnovodom in Savo oprijelo ime Brod, ki je sprva označeval le nekaj hiš tik ob desnem bregu Save. Na vrhu klanca so Male Vižmarje, ki segajo do Celovške ceste in do Šentvida, ki se začne v bližini gorenjske avtoceste A2.

## Ime
Vižmarje so se prvič pojavile v pisnih virih leta 1283 kot Geiselmannsdorf bei Laibach (in kot Geyselmansdorf leta 1331 ter Geismanstorf leta 1385 ter v drugih različicah,, ter kot tudi Vsmariach in Vsmarich leta 1554, ter Vismarie v letih 1763–1787). Slovensko ime izhaja iz združene predložniške zveze v (J)ižmarje, ki izhaja iz osebnega imena *Jižmar, izposojenega (in palataliziranega) iz srednjevisokonemškega imena Gîs(al)mâr.
V novejši preteklosti se je uporabljalo nemško ime Wischmarje. Po ljudskem izročilu prebivalcev Vižmarij izvira ime naselja iz vzklika »viš, Marijo!« [glej, Marija!]. Ko so se prebivalci okoliških naselij med turškimi vpadi zatekli na Šmarno goro in so dosegli Male Vižmarje, se je odprl pogled na Marijino kapelo na sedlu Šmarne gore.

## Zgodovina
Vižmarje so znane po tem, da se je tam 17. maja 1869 odvijal največji, vseslovenski tabor, na katerem so prisotni iz bližnjih in daljnih slovenskih dežel Avstro-Ogrske zahtevali Zedinjeno Slovenijo, slovenščino kot uradni jezik, slovenske šole in fakulteto. Takrat se je na binkoštni ponedeljek zbralo okoli 30.000 ljudi. Vižmarski tabor je bil edini, ki ga je organiziral slovenski politični vrh dežele Kranjske. Bil je tudi edini vseslovenski tabor, saj so bile zastopane vse slovenske dežele: Kranjska, Štajerska, Primorska in Koroška.
Vižmarje so dolgo slovele po dobro razviti mizarski obrti; mizarskih delavnic je bilo vsaj pet. V Vižmarjih so se med drugim rodili slikar Andrej Jemec, bibliotekar in prevajalec Bogo(mir) Pregelj ter pisatelja Janez Kajzer in Manica Komanova.

## Infastruktura
V Vižmarjih sta med drugim železniška postaja in osnovna šola. Skozi naselje vozijo linije št. 8, 8B, 15 in 25, v bližini pa je tudi končno obračališče mestne avtobusne linije št. 1. Prav tako se v bližini nahajata podjetje Merkur Vižmarje ter ˝Turboinštitut˝, ki je tudi na prostoru katastrske občine Vižmarje.